# LBV Phönix von 1903
Der Lübecker Ballspielverein Phönix von 1903 e. V., kurz: LBV Phönix, gehört zu den Großsportvereinen (> 1000 Mitglieder) in der Hansestadt Lübeck. Er bietet (Stand: März 2018) seinen Mitgliedern in 7 Abteilungen sportliche Betätigungsmöglichkeiten:
- Tennis (etwa 500 Mitglieder),
- Hockey (etwa 450),
- Leichtathletik (etwa 120),
- Kinderturnen (etwa 130),
- Golf (etwa 70),
- Handball und
- Ultimate Frisbee (je etwa 40).

Die Jugendquote beträgt 48 %.
Die heutigen Sportstätten des LBV Phönix befinden sich auf der Falkenwiese im Norden des Stadtteils St. Jürgen an der Wakenitz und in unmittelbarer Altstadtnähe. Auf 4,5 ha hält der LBV Phönix
- ein zentrales Clubhaus mit integrierter 3-Platz-Tennishalle und Kegelbahn,
- eine weitere 3-Platz-Tennishalle
- eine Mehrzweckhalle,
- 13 Freiluft-Tennisplätze,
- 1 Beachplatz,
- einen Naturrasen- sowie einen Hockeykunstrasenplatz

vor.
Neben einer Gastronomie beherbergt das Clubhaus einen Tennis- und Hockeyshop sowie eine Physiotherapiepraxis.

## Historie
1. Lübecker Ballspiel-Club
Am 13. Januar 1903 gründeten die Kaufleute Walter Pfohl, Wilhelm Wessel, Eduard Witt, Ludwig Bleibaum, Franz Stuwe mit den Baugewerkschülern Carl Timmermann, Max Mißfeldt, August Kroß und mit den Volontären Hermann Rosenkreuz und Albert Kreymann[1] den Lübecker Ballspiel-Club in der Hansestadt Lübeck als ersten reinen Fußballverein.
Rasch öffnete sich der Lübecker Ballspiel-Club weiteren Sportarten. 1906[2] entstand eine Leichtathletikabteilung, 1908[2] eine Tennisabteilung und 1909[3] eine Hockeyabteilung. In Folge des Ersten Weltkrieges verlor der Lübecker Ballspiel-Club sein Vermögen und seine Sportstätten. In Fortsetzung der Tradition des Lübecker Ballspiel-Clubs gründeten Kriegsheimkehrer[4] 1920 den Lübecker Ballspiel-Verein. Die Aufnahme weiterer Sportarten folgte: Handball (1923),[5] Gymnastik (1925), Faustball, Kinderturnen (1946), Basketball (1953),[6] Volleyball (1974),[7] Golf (2008) und Ultimate Frisbee (2013).
2. Lübecker Seminar-Fußball-Club von 1904
Am 5. März 1904 gründeten in Ausbildung befindliche Lehrer den Lübecker Seminar-Fußball-Club von 1904. Er vereinigte sich ein Jahr später mit dem Fußball-Club Hohenzollern zur Lübecker Sportvereinigung von 1905, die im Jahre 1913 im Lübecker Ballspiel-Club aufging.[8]
3. Lübecker Seminar-Fußball-Club von 1907
Im Jahre 1907 gründeten ebenfalls in Ausbildung befindliche Lehrer einen weiteren Seminar-Fußball-Club und nannten ihn Lübecker Seminar-Fußball-Club von 1907.[9]
Da auch dieser Seminar-Sportverein alleine nicht überlebensfähig war, schloss er sich der Lübecker Turnerschaft im Jahre 1912 an. Dieser Anschluss an die Lübecker Turnerschaft war vor allem dadurch bedingt, dass der Turnverein ein höheres Ansehen als ein (Fußball-)Sportverein genoss.
Im Februar 1923 verfügte die Deutsche Turnerschaft, dass die Doppelmitgliedschaft von Vereinen in der Deutschen Turnerschaft sowie in Sportverbänden unzulässig und bis November 1923 zu lösen wäre (Reinliche Scheidung).[10]
4. Sportverein Phönix
Mit Rücksicht auf die Reinliche Scheidung traten die Mitglieder der Sportabteilung (u. a. Fußballer, Leichtathleten, Hockeyspieler) der Lübecker Turnerschaft aus der LT aus und gründeten am 24. November 1923 den Sportverein Phönix.[10] Der Lübecker Ballspiel-Verein und der Sportverein Phönix fusionierten nach kurzen Verhandlungen. Seit dem 15. April 1924 lautet der Name des gemeinsamen Mehrspartenvereines
5. Lübecker Ballspiel Verein Phönix von 1903 e.V.[11]
Kernabteilungen sind: Fußball, Leichtathletik und Hockey, nachdem sich die Tennisspieler dem Lübeck-Travemünder Tennisclub angeschlossen hatten. 1928 ist der Aufbau des Vereins vollzogen und vollendet die Integration der Spieler, die sich vormals im Wettkampf gegenüber standen. Fußball, Handball, Hockey, Faustball, Schlagball, Volkstanz und Gymnastik gehören zum Angebot des Vereins, das von der Jugend, insbesondere von den Oberklassen der höheren Schulen, dankbar angenommen wird.[12]

## Abteilungen

### Fußball (bis 1971)
Der LBV Phönix unterhielt von seiner Gründung bis in das Jahr 1971 eine weit über die Grenzen Lübecks hinaus bekannte Fußballabteilung.
Die finanzielle Entwicklung der Fußballabteilung des LBV Phönix wurde ab Ende der sechziger Jahre immer problematischer. Als die Verschuldung eine neue Höchstgrenze erreicht hatte und die wirtschaftlichen Risiken, die mit Liga-Fußball verbunden sind, nicht kalkuliert werden konnten, wurde der Jahreshauptversammlung 1971 ein Satzungsänderungsantrag vorgelegt, bezahlten Fußball im LBV Phönix nicht mehr zu betreiben und die Liga-Lizenz zurückzugeben. Die für die Fußball-Liga Verantwortlichen plädierten dafür, die Liga-Lizenz nicht zurückzugeben, sondern auf den neu zu gründenden 1. FC Phönix zu übertragen. Die Verhandlungen mit dem Deutschen Fußball-Bund wurden in diesem Sinne mit Erfolg geführt. Gegründet wurde hierauf der 1. FC Phönix Lübeck, der noch 1971 als selbständiger Verein im Vereinsregister eingetragen wurde. Damit endete die annähernd 70-jährige Tradition des Fußballsports in Lübecks erstem reinen Fußball-Club. Der 1. FC Phönix setzt sie fort, während sich der LBV Phönix als großer Lübecker Mehrspartenverein auch ohne die ihn stiftenden Fußballer behauptet.
Eine enge Verbundenheit zwischen den Fußballern des 1. FC und den Ballsportlern des LBV ist verblieben und dokumentiert sich u. a. in gemeinsamen Traditionen wie dem alljährlichen „Pellkartoffelessen“ oder dem „Bösen Buben Ball“ und dem Bekenntnis, „Phönixer“ zu sein.

### Tennis (ab 1908)
Die Tennisabteilung des Lübecker Ballspiel-Clubs wurde im Jahre 1908 gegründet. Sie errichtete vier Tennisplätze an der Luisenstrasse unweit der Travemünder Allee. Bis zum Ausbruch des Ersten Weltkrieges herrschte auf dieser Anlage allsommerlich reges Treiben. Die Mitgliederzahl wuchs bis auf 120 an. Sportlicher Verkehr wurde insbesondere mit Hamburg und Kiel gepflegt. Durch den Ersten Weltkrieg wurde die Entwicklung jäh unterbrochen; zudem kündigte die Hansestadt Lübeck den Pachtvertrag, um Platz für Wohnungsbau zu schaffen.
1920 entstand im neu gegründeten Lübecker Ballspiel-Verein erneut eine Tennisabteilung. Gespielt wurde auf den Plätzen des Lübeck-Travemünder Tennisvereines auf dem Burgfeld. Gemeinsam mit dem Lübeck-Travemünder Tennisvereines nahmen die Tennisspieler an Wettkämpfen teil. 1924 löste sich die Tennisabteilung des Lübecker Ballspiel-Vereines ab und ging im Lübeck-Travemünder Tennisclub auf, der sich in diesem Zuge in Lübecker Tennisverein umbenannte. 1934 schlossen sich der Lübecker Tennisverein („vor dem Burgtor“) und der Tennisverein „vor dem Mühlentor“ zusammen und gingen auf Initiative des Landgerichtspräsidenten Günther Rischau im Lübecker Ballspiel-Verein Phönix auf. Auf dem heutigen Vereinsgeländes an der Falkenwiese entstand die zentrale Tennisanlage mit 9 Plätzen. Als Fundament dieser Plätze dienten die Trümmer des alten Hauptbahnhofes. Die Mitgliederzahl überschritt bald die 200er-Marke. Turniere und Freundschaftsspiele wechselten in bunter Reihenfolge. Tennis in Lübeck erfuhr einen nachhaltigen Aufschwung. Der Spielbetrieb konnte auch während des Zweiten Weltkrieges aufrechterhalten werden.
Nach dem Krieg beschlagnahmten die Engländer die Anlage. Erst 1952 wurde der letzte Tennisplatz aus der Beschlagnahme entlassen und in die Nutzung des LBV Phönix übergeben. In diesem Jahr erfolgte auch der Neubau eines Tennishauses mit Terrasse und Gesellschaftsraum. In den Folgejahren steigt die Zahl der Tennismitglieder bis auf 350.
Anfang der 1970er Jahre waren die Platzkapazitäten derart erschöpft, dass 4 weitere Tennisplätze errichtet werden mussten. Da auch das Vereinshaus dem Andrang nicht mehr gewachsen war, wurde auf der Falkenwiese ein Clubhaus mit integrierter (3-Platz-Tennis-)Sporthalle errichtet, in der der Sportbetrieb im Oktober 1974 aufgenommen wurde.
Derzeit (Stand: Januar 2017) besteht die Tennisabteilung des LBV Phönix aus rund 500 Mitgliedern.

### Hockey (seit 1909)

#### Hockey 1909–1918
Die Hockeyabteilung des Lübecker Ballspiel-Clubs wurde im Jahre 1909 gegründet. Als am 31. Dezember 1909 der Deutsche Hockey-Bund gegründet wurde, trat die Abteilung dem Bund bei und gehört daher zu seinen ältesten Mitgliedern. Keimzelle des Hockeysportes in Lübeck war die Pension Dr. Caye in der Königstraße. Dort wohnten junge Kaufleute, darunter neben Deutschen auch mehrere Engländer, Portugiesen und Dänen. Die Engländer C.B.P. Rider, ein Mr. Morell aus Kiel, der Däne Frederiksen vom Sport-Club „Orient Kopenhagen“ und der Drogist Schulz sowie Richard Thrams sind die Väter der Abteilung. Richard Thrams war als Exportkaufmann des Nordischen Erzkontor Possehl vor dem Ersten Weltkrieg in London tätig. Er erlernte dort Hockey, Fußball und Rugby. 1920 gehörte er zu den Gründungsmitgliedern des Lübecker Ballspielvereines, nachdem er aus Englischer Kriegsgefangenschaft nach Lübeck zurückgekehrt war. Als Vorsitzender des LBV führte er 1923 die Fusionsgespräche mit dem Sportverein Phönix und wurde 1924 auch 1. Vorsitzender des heutigen LBV Phönix. Im Jahre 1913 wurde in der Sportabteilung der Lübecker Turnerschaft, der Vorläuferin des Sportvereines Phönix, der Hockeysport eingeführt. 1914 verfügte die Lübecker Turnerschaft bereits über eine Herrenmannschaft, die sich mit den Hockeyspielern des LBC auf Augenhöhe messen konnte. Mit Ausbruch des Ersten Weltkrieges musste allerdings sowohl beim LBC als auch bei der LT der Hockeybetrieb eingestellt werden.

#### Hockey 1918–1945
Bald nach dem Ende des Ersten Weltkrieges rührten sich die Hockeyspieler des Lübecker Ballspiel-Clubs und der Lübecker Turnerschaft erneut. Jeweils 1920 kam der Trainingsbetrieb wieder in Gang. Hockey in Lübeck erfuhr in den kommenden Jahren einen wahren Aufschwung. Es wurde im Katharineum zu Lübeck, im Johanneum zu Lübeck und in der Oberschule zum Dom eingeführt. Neben Jugendmannschaften bildeten sich im Lübecker Ballspielverein auch Senioren- und Damen- sowie Seniorinnenmannschaften. Als es im Jahre 1923 zur Reinlichen Scheidung kam, blieben auch die Hockeyspieler nicht bei der LT, sondern gründeten mit den übrigen Mitgliedern der LT-Sportabteilung den Sportverein Phönix. Ein halbes Jahr später fusionierten der Lübecker Ballspielverein und der Sportverein Phönix. Dadurch wurde es möglich, den Hockeyspielern Lübecks erstmals einen Hockeyplatz an der Travemünder Allee zu bauen.
Der Damenmannschaft mit Auguste „Guschi“ Hargus gelang es bereits ab 1925 in Norddeutschland eine führende Rolle zu spielen. Nur der Harvestehuder THC aus Hamburg war überlegen. In der Spielzeit 1937 nahmen die Herren des LBV Phönix an den Ausscheidungsspielen für die Gauliga Nordmark, zu der Hamburg, Schleswig-Holstein und Mecklenburg gehörte, teil. Es gelang, die Ausscheidungsspiele erfolgreich zu bestehen, sodass der Verein bis zur Unterbrechung der Gauliga durch den Zweiten Weltkrieg in dieser eine führende Rolle spielen konnte. Die Ergebnisse der letzten Spiele vor dem Zweiten Weltkrieg gegen die Gaumeister aus Schlesien und Hessen sind indes nicht überliefert.

#### Hockey 1945–1960
Nach dem Zweiten Weltkrieg wurden die in Gothmund im Jahre 1935 angelegten Plätze von der Britischen Besatzung konfisziert. Daher musste der Trainingsbetrieb zunächst auf dem am Burgfeld liegenden Sportplatz – noch im Jahre 1945 – aufgenommen werden. Auf Turnieren 1946 in Goslar, 1947 beim Club Raffelberg, 1948 in Braunschweig und 1949 in Soest konnten gegen so namhafte Vereine wie Braunschweiger THC oder Eintracht Braunschweig Siege errungen werden und Remis erzielt werden gegen Rot-Weiß Oberhausen und Schwarz-Weiß Essen.
1951 errang die Juniorinnenmannschaft die Hamburger Meisterschaft. Ebenfalls 1951 entstand der erste Hockeyplatz auf der Falkenwiese, dort, wo sich heute die Vereinsanlage des LBV Phönix befindet. Nach Auguste „Guschi“ Hargus (1933–1938) und Ilse Goering (1958) gelang es Michael Hollensteiner (1958/59) als drittem Hockeyspieler des LBV Phönix in einen nationalen Kader des Deutschen Hockey-Bundes berufen zu werden. Zwischen 1960 und 2000 folgten weitere Nominierungen von Hockeyspielern, die im LBV Phönix ausgebildet wurden.

#### Hockey ab 1960
In der Spielzeit 1962/63 nahmen die 1. Herren an den deutschen Hallenhockey-Meisterschaften teil und belegten den 8. Platz. Von da an wurden sie sieben Mal hintereinander Landesmeister in Schleswig-Holstein. 1965 erspielten sie sich bei den deutschen Hallenhockey-Meisterschaften einen 7. Platz. Die 1. Damen des LBV Phönix belegen bei den Deutschen Hallenhockey-Meisterschaften 1965 den 11. Platz und bei den deutschen Feldhockey-Meisterschaften 1966 Platz 7. Allerdings lag der Schwerpunkt der Hockeyabteilung seit Ende der 1960er Jahre auf der Förderung seiner Hockey-Jugend.
In den 1970er und 1980er Jahren dominierte der LBV Phönix in Schleswig-Holstein sowohl im männlichen, als auch im weiblichen Bereich in allen Altersklassen das Jugendhockey auf dem Feld und in insbesondere in der Halle. Seine Jugendmannschaften nahmen vielfach nicht nur an Norddeutschen Meisterschaften, sondern auch an deutschen Meisterschaftsendrunden teil. 1971 belegten die Mädchen A den 7. Platz bei den deutschen Hallenhockey-Meisterschaften und 1972 den 8. Platz nach jeweils Vizetiteln bei den norddeutschen Meisterschaften. Die weibliche Jugend errang 1975 den 5. Platz bei den deutschen Hallenhockeymeisterschaften. Die Knaben A wurden 1976 Norddeutscher Feldhockeymeister und erzielten bei den deutschen Meisterschaften einen 3. Platz. Im selben Jahr errang die weibliche Jugend in der Halle den 6. Platz auf der deutschen Meisterschaft in der Halle. 1978 wird die weibliche Jugend Deutscher Vizemeister auf dem Feld in München unter Trainer Winfried „Willi“ Lange, der gleichzeitig Leistungsträger der 1. Hockey-Herren des LBV Phönix war.
1980 wurden die Knaben A aus dem Jahre 1976 als männliche Jugend A in Bremen Norddeutscher Hallenhockey-Vizemeister und belegten auf der deutschen Meisterschaft einen 7. Platz. Die mit Spielern dieser männlichen Jugend A ergänzte 1. Herren um den zwischenzeitlich vom Harvestehuder THC zurückgekehrten Michael Hollensteiner stieg im Frühjahr des gleichen Jahres von der Oberliga in die Regionalliga Nord auf und wurde damit erstmals in der Halle Mitglied der zweithöchsten deutschen Spielklasse. In einer ausgeglichenen Aufstiegsrunde reichten hierfür ein 4:4 gegen den MTV Braunschweig, ein 9:11 gegen den THK Rissen aus Hamburg und ein nicht für möglich geglaubtes 14:2 gegen den Club zur Vahr aus Bremen, der im abschließenden Spiel mit einer 10-Tore-Differenz geschlagen werden musste, um hinter ihm als Zweiter die Aufstiegsrunde erfolgreich zu bestehen. Auf dem Feld qualifizierten sich die 1. Herren 1980 als verlustpunktfreier Sieger der Oberliga ebenfalls für die Aufstiegsrunde zur Regionalliga Nord. Auf eigenem Platz wurde gegen Altona-Bahrenfeld 5:0 gewonnen. Ebenfalls 5:0 konnte der HC Delmenhorst geschlagen werden, bevor mit einem 2:1 über Hannover 78 auf neutralem Platz beim Club an der Alster der Doppelaufstieg in die zweithöchsten deutschen Spielklassen perfekt gemacht werden konnte.
1981 stiegen auch die 1. Damen in die zweithöchste deutsche Spielklasse (Halle) auf. Sowohl die 1. Herren als auch die 1. Damen stiegen allerdings nach nur einem Jahr Zugehörigkeit zur Hallen-Regionalliga Nord in die Oberliga ab. Die Zugehörigkeit der 1. Herren zur zweithöchsten deutschen Spielklasse auf dem Feld währte 2 Spielzeiten. Nach dem Abstieg in der Halle wechselten Leistungsträger zum Club an der Alster in die Bundesliga oder verließen Lübeck aus Studiengründen. Die Jugendmannschaft um Kai Hollensteiner, die seit Knaben C-Zeiten zusammenspielte, erreichte 1985 auf dem Feld den 4. Platz bei den deutschen Meisterschaften in Krefeld, in der Halle 1987 in Mannheim den 7. Platz, 1988 in Lübeck in der Halle den 4. Platz – nachdem zuvor die norddeutsche Meisterschaft in Braunschweig errungen werden konnte –, 1989 in Mülheim in der Halle Platz 3 und 1990 wiederum in Lübeck Platz 4 in der Halle. Zudem erreichte ein Großteil des Teams mit dem Johanneum zu Lübeck 1985 das Bundesfinale bei „Jugend trainiert für Olympia“ in Berlin, wo man im Endspiel unglücklich mit 3:4 nach Verlängerung gegen das Dreikönigsgymnasium Köln unterlag.
Um die Wettbewerbsfähigkeit der strukturell schwächeren schleswig-holsteinischen Vereine gegenüber den Hamburger Mitbewerbern zu stärken, wurde Ende der 1980er Jahre auch auf Initiative von Wolfgang Hollensteiner und Ingo Heidebrecht, heutiger Präsident des Hamburger Hockey Verbandes, ein gemeinsamer Spielbetrieb des SHHV und des HHV im Jugend- und im Erwachsenenbereich beschlossen. Mangels Spielerinnen musste 1994 die Damenmannschaft aus dem Spielbetrieb zurückgezogen werden. Erst vier Jahre später gelang die Neugründung nach Rückkehr von Studentinnen u. a. von Dorothee Roitzsch (auch aktiv für Harvestehuder THC und Kieler HTC). Von 1999 bis 2001 feiern die Damen in der Halle drei Aufstiege in Folge von der 4. in die 1. Verbandsliga. 2008 stiegen die 1. Damen auf dem Feld in die Oberliga auf und hielten sich dort bis 2011. Mit der Einführung der 2. Bundesliga in der Halle gelang den 1. Herren überraschend der Aufstieg in die Regionalliga, die sie nach nur einer Spielzeit 1996/97 gleich wieder verlassen mussten. 1998 Qualifikation zur Hauptrunde des DHB-Pokals. 2:5-Niederlage gegen den Bundesligisten Der Club an der Alster vor knapp 400 Zuschauern auf der Falkenwiese, 2001 Oberligameister und Aufstieg in die Regionalliga Feld (5:2-Sieg bei Eintracht Braunschweig), 2002/03 Oberligameister und Aufstieg in die Regionalliga Halle (9:8 n. V. gegen HC Göttingen), 2003/04 Abstieg aus der Regionalliga Feld, 2004/05 Abstieg aus der Regionalliga Halle, 2006: Die männliche Jugend A (in Spielgemeinschaft mit dem Travemünder THC) belegt überraschend den 3. Platz bei den Hamburger Meisterschaften und qualifiziert sich für die nord-ostdeutsche Meisterschaft in Berlin, wo ein 7. Platz erspielt wird.
Am 1. September 2007 wurde der vereinseigene Kunstrasenplatz an der Falkenwiese mit einer feierlichen Zeremonie und einem Spiel zwischen LBV All-Stars und der deutschen Ü45-Nationalmannschaft eingeweiht.
Am 6. und 7. Februar 2016 richtete der LBV Phönix in der Lübecker Hansehalle gemeinsam mit dem Deutschen Hockey-Bund die 55. Deutschen Hallenhockeymeisterschaften der Bundesliga-Damen und -Herren aus; drei Wochen später die deutsche Hallenhockey-Meisterschaft der Knaben A (U14).

### Golf (seit 2008)
Die Golfabteilung ist durch Mitglieder der Tennis- und der Hockeyabteilung gegründet worden. Beide Abteilungen verzeichneten durch den gesellschaftlichen Wandel schmerzliche Mitgliederverluste an externe Golf-Clubs. Die im Jahre 2008 eingegangene Kooperation des LBV Phönix mit der Maritim Golfpark Ostsee AG in Warnsdorf gewährleistet den Mitgliedern die Ausübung des Golfsportes neben Tennis oder Hockey im LBV Phönix zu interessanten Bedingungen. In Schleswig-Holstein ist eine solche Kooperation zwischen einem Sportverein und einem Golfparkbetreiber einzigartig.

## Sportler des LBV Phönix
- Otto Carlsson, Fußball-Ligaspieler 1934–1942, schwedischer Nationalspieler
- Uwe Gatermann, Leichtathlet, Geher in der deutschen Nationalmannschaft
- Ilse Goering, Torhüterin der Hockey-Damen-Nationalmannschaft 1958
- Frank Gunschera, Jugend B-Hockeynationalkader 1978
- Guschi Hargus, Deutsche Meisterin im Speerwurf 1926, 1927, 1930; dreifache Weltrekordhalterin im Speerwurf 1927/28; 14-fache Hockeynationalspielerin (auch spielend für Harvestehuder THC)
- Kai Hollensteiner, Jugendspieler des LBV 1975–1989, 52-facher Hockeynationalspieler, mehrfacher Deutscher Meister Halle und Feld mit dem Harvestehuder THC
- Michael Hollensteiner, Mittelläufer der deutschen Juniorennationalmannschaft 1958/59 (auch spielend für Harvestehuder THC)
- Hans Krämer, Fußball-Ligaspieler 1959–1960
- Maren Lange-Bubner, Hockey-Damen-Nationalmannschaft 1977 (auch spielend für den Großflottbeker THGC)
- Winfried „Winni“ Maier, 32-facher Hockeynationalspieler 1969–1973 (auch spielend für Klipper THC)
- Bärbel Meier, Torhüterin der Hockey-Juniorinnen-Nationalmannschaft 1976
- Erich Neupert, Fußball-Ligaspieler 1957–1960
- Lutz Philipp, Olympiateilnehmer 1964 im 5000-m-Lauf, 24-maliger Deutscher Meister (ab 1966 startend für den ASC Darmstadt)
- Peter Nogly, Fußball-Ligaspieler 1967–1969
- Christopher Nörskau, C-Kader des Deutschen Hockey-Bundes 1992
- Evelyn Piper, Torhüterin Jugend B-Hockeynationalkader 1982
- Malte Schierenberg, Mitglied der deutschen Nationalmannschaft bei den Ultimate-Frisbee Weltmeisterschaften in Dubai 2015
- Astrid Schierenberg, Europameisterin mit der Deutschen Masters Nationalmannschaft im Ultimate Frisbee 2015
- Marlies Schuh, Torhüterin der Hockey-Damen-Nationalmannschaft 1967

## Vorsitzende
LBC
- Walter Pfohe – Januar bis Juli 1903
- Carl Timmermann – Juli bis Dezember 1903
- Hans Stephan – 1904
- August Kroß – 1905
- Paul Levin – Januar bis Juli 1906
- Otto Schröder – Juli bis Dezember 1906
- Hans Greiff – 1907 bis Juli 1909
- Adolf Martens – Juli 1909 bis 1910
- Otto Grüneberger – Juli 1910 bis 1915

Erster Weltkrieg
LBV
- Walter Södring – 1920 bis 1922
- Richard Thrams – 1922 bis 1923

LBV Phönix
- Richard Thrams – 1924 bis 1926
- Johs. Steffen – 1926 bis 1933
- Bernhard Sommer – 1933 bis 1935
- Kurt Beuthin – 1935 bis 1936
- Paul Kruse – 1936 bis 1945
- Berthold Grant – 1945 bis 1948
- Paul Kruse – 1948 bis 1950
- Kurt Beuthin – 1950 bis 1952
- Wolfg. Hollensteiner – 1952 bis 1955
- Helmut Lange – 1955 bis 1957
- Wolfg. Hollensteiner – 1957 bis 1961
- Erich Baumann – 1961 bis 1965
- Klaus Zimmer – 1966 bis 1968
- Rudolf Fuchs – 1969 bis 1978
- Horst Houdelet – 1979 bis 1982
- Manfred Hinzmann – 1983 bis 1986
- Uwe Becher – 1987 bis 1995
- Fritz Wittenburg – 1995 bis 2001
- Uwe Radeke – 2001 bis 2005[28]
- Dieter Dummler – 2005 bis 2008
- Gerd Pingel – 2008 bis 2014
- Steffen Kohl – seit 31. März 2014